# Джордж Итън
Джордж Итън (на английски: George Eaton) е пилот от Формула 1. Роден на 12 ноември 1945 г. в Торонто, Канада.

## Формула 1
Джордж Итън прави своя дебют във Формула 1 в Голямата награда на САЩ през 1969 г. В световния шампионат записва 13 състезания, като не успява да спечели точки. Състезава се само за отбора БРМ.